# Lac de la Fous
Le lac de la Fous est un petit lac de retenue des Alpes françaises situé dans le massif du Mercantour, dans le département des Alpes-Maritimes sur le territoire de la commune de Belvédère.

## Géographie
Le lac de la Fous est une retenue artificielle créée et exploitée par EDF pour alimenter par conduite forcée la turbine de la centrale de Belvédère (Countet) située à 1 613 m, qui alimente la commune de Belvédère. Il est dominé par le refuge gardé de Nice à 2 232 m d'altitude.

## Caractéristiques du barrage
Le barrage de la Fous a été construit en 1969 sur la rivière Gordolasque. Il est de type barrage poids et a une longueur de 83,8 mètres et haut de 20,5 mètres.
Le lac de la Fous retient un volume d'eau de 283 milliers de m³ sur une surface de 4.70 hectares. 

## Accès
Longé par le sentier de grande randonnée 52, le lac de la Fous est accessible à pied depuis Pont-du-Countet, dans le parc national du Mercantour.